# 엘비라 마디간 (1967년 영화)
《엘비라 마디간》(Elvira Madigan)은 스웨덴에서 제작된 보 비더버그 감독의 1967년 드라마, 멜로/로맨스 영화이다. 피아 디거마크 등이 주연으로 출연하였다.
온갖 사회적 속박으로부터 떠난 '순수한 사랑'의 행복을 아름답게 묘사한 가작이다. 그러나 쓸데없이 사랑을 미화만 한 것이 아니고 객관적으로 두 연인의 도피행각을 그려 순수한 사랑의 위대함을 설득시킨다. 부드러운 색채, 화면의 감각, 슬로우 모션이나 스톱 모션을 구사한 묘사는 사랑의 본질을 투시한다는 감독의 태도로서는 적절한 기법으로, 뛰어난 성과를 올렸다. 이 영화는 스웨덴 영화사에 새로운 가능성을 개척한 것으로서 세간의 주목을 받았다.

## 줄거리
1889년, 처자가 있는 청년 귀족이며 군인인 식스텐 스팔레(토미 베르그렌)가 서커스의 줄타기 처녀 엘비라 마디간(피아 데게르마르크)과 사랑의 도피를 한다.
두 사람은 추격자를 피하여서 덴마크에 몸을 숨기고 감미로운 사랑의 나날을 보낸다. 곧 무일푼이 되어, 살아서 사랑을 성취할 수 없게 되자 두 사람은 죽음으로써 그 사랑을 영원한 것으로 한다.

## 출연

### 주연
- 피아 데게르마르크
- 토미 베르그렌
- 레나트 마머

### 조연
- 이본느 잉달

## 같이 보기
- 엘비라 마디간 (1943년 영화)